# South Uist
South Uist (in gaelico scozzese: Uibhist a' Deas) è un'isola dell'arcipelago delle Ebridi Esterne, in Scozia.

Bandiera ufficiale dell'isola di South Uist

## Geografia
L'isola è situata 40 km a est dell'isola di Skye, è lunga circa 30 km da nord a sud e larga 11 km da est a ovest.
La costa occidentale di South Uist è affacciata sull'Oceano Atlantico, è pianeggiante e caratterizzata da lunghe spiagge. A ridosso delle spiagge si trova il machair, una fertile pianura costiera con dune erbose dietro le quali si trovano i radi insediamenti dell'isola. La parte orientale dell'isola è invece montuosa e include le cime del Beinn Mhor (620 m s.l.m.) e dell'Hecla (606 m s.l.m.).
Il villaggio principale dell'isola è Lochboisdale (in gaelico scozzese: Loch Baghasdail), dal quale salpano i traghetti alla volta di Oban (sulla terraferma) e di Castlebay (sull'isola di Barra). South Uist è inoltre collegata a sud all'isola di Eriskay e a nord a quella di Benbecula per mezzo di alcune strade sopraelevate.
Fra gli altri centri dell'isola, vi sono Daliburgh, Howmore e Ludag.
Una vasta area della costa occidentale è riconosciuta dal 1976 zona umida col nome di South Uist Machair & Lochs e tutelata dalla convenzione di Ramsar.
Sull'isola si trovano diversi siti di interesse archeologico, incluso l'unico luogo della Gran Bretagna dove sono state trovate mummie risalenti all'età del bronzo.

## Popolazione
Nel 2011 la popolazione ammontava a 1.754 persone, con un decremento di 64 unità rispetto al precedente censimento del 2001; gli abitanti dell'isola sono conosciuti in gaelico scozzese come "Deasaich" (meridionali). La popolazione è per circa il 90% cattolica: South Uist, infatti, fu storicamente uno degli ultimi baluardi del cattolicesimo in Scozia.
L'isola, similmente al resto delle Ebridi, è una delle roccaforti della lingua gaelica scozzese in Scozia.
Nella sezione nord-occidentale (57°20'00" N, 07°20'00" O) si trova un'installazione per i collaudi di missili, costruita tra il 1957 e il 1958 come rampa di lancio dei missili Corporal, il primo missile nucleare prodotto in collaborazione da Gran Bretagna e Stati Uniti. In seguito l'installazione fu usata per i missili Skua e Petrel mentre attualmente vi vengono collaudati missili sonda.
Sull'isola si trova la Statua di Nostra Signora delle Isole, costruita dalla comunità negli anni '50 per opporsi ai test missilistici previsti aventi come bersaglio la zona.